# Маде Тито
И Маде Тито Виратама (англ. I Made Tito Wiratama; род. 31 июля 2003, Денпасар) — индонезийский футболист, опорный полузащитник клуба «Бали Юнайтед».

## Клубная карьера
Воспитанник клубов «Мандала Юнайтед» и «Бали Юнайтед». 20 июня 2020 года в поединке Кубка Индонезии против «Персебая Сурабая» Маде дебютировал за основной состав последних. 18 февраля 2023 года в матче против «Персебая Сурабая» он дебютировал в индонезийской Суперлиге. 27 февраля в поединке против «Персии» Маде забил свой первый гол за «Бали Юнайтед».